# Antonio Palazzo
Antonio Palazzo (Palermo, 21 febbraio 1937 – Perugia, 26 novembre 2024) è stato un giurista italiano.

## Biografia
Civilista, è stato professore Ordinario di Istituzioni di diritto privato della Facoltà di Giurisprudenza dell'Università degli Studi di Perugia e nella Facoltà di Giurisprudenza dell'Università degli Studi di Palermo.
Presidente della sezione di Assisi dell'Accademia dei Giusprivatisti Europei, presso la cui sede ha organizzato convegni internazionali i cui atti sono pubblicati in A. Palazzo, A. Pieretti, Incontri assisani nell'attesa di Benedetto XVI, ISEG 2011, e in R. Cippitani, S. Stefanelli, La parificazione degli status di filiazione, ISEG, 2013.
Cavaliere di grazia magistrale in obbedienza del Sovrano militare ordine di Malta.
Di origine siciliana, ha donato l'archivio storico di famiglia alla Città di Corleone; il 30 novembre 2013 il Sindaco Lea Savona gli ha conferito la Cittadinanza onoraria della Città in Provincia di Palermo.
Presiede l'associazione Nicolò Cinquemani Arcuri, Istituto di alta formazione giuridica e politica con sede in Agrigento, che assegna annualmente premi agli amministratori originari della Provincia di Agrigento che si sono particolarmente distinti nell'attività istituzionale, perpetuando i valori del notaio Cinquemani Arcuri, nonno materno del Professore, Sindaco del Comune di Cianciana e Podestà, poi Consigliere e Presidente della Deputazione Provinciale di Agrigento, membro della Consulta per lo Statuto Siciliano in rappresentanza dei Comuni e delle Province di Sicilia.
Si è laureato in Giurisprudenza con lode e pubblicazione della tesi in diritto civile a Palermo il 1º dicembre 1959, relatore il prof. Gioacchino Scaduto.
Nominato Assistente volontario con Decreto Rettoriale della stessa data, iniziava la carriera universitaria e quella forense ottenendo la Libera Docenza in Diritto Civile con unanimità di voti nella sessione 1965-66.
Vincitore di concorso a cattedra sempre con unanimità di voti ha insegnato prima nella Università di Palermo e presso la Scuola Superiore per Laureati in Giurisprudenza, Diritto Agrario, Diritto Civile, Diritto Commerciale, Diritto Ecclesiastico, Diritto del Lavoro, Istituzioni di diritto privato. Presso la stessa Università è stato Direttore dell'Istituto di Diritto del Lavoro.
Iscritto all'Albo speciale della Corte di cassazione dall'11 maggio 1975, ha prestato attività di consulenza per il Banco di Sicilia, la Cassa centrale di risparmio per le province siciliane, l'Istituto Bancario San Paolo di Torino e per Enti pubblici; è stato Consigliere giuridico della Presidenza del Consiglio dei ministri (Governo Andreotti) e Consigliere di Amministrazione e dell'I.N.P.S.
Veniva chiamato dalla Facoltà di Giurisprudenza dell'Università di Perugia alla Cattedra di Istituzioni di Diritto privato per l'Anno Accademico 1993-94 ove ha insegnato Diritto Civile e Diritto Privato, fino al collocamento in quiescenza nel novembre 2009; Direttore dell'Istituto di Diritto Privato e del Dipartimento per gli Studi Giuridici.
Rimase a Perugia fino alla morte nel 2024.
È stato membro per due trienni del Comitato universitario di bioetica dell'Università degli Studi di Perugia, docente alla Scuola di notariato Baldo degli Ubaldi di Perugia, è coordinatore per il Diritto civile e per il Diritto del lavoro nella Scuola di specializzazione per l'accesso alle professioni legali dell'Università degli Studi di Perugia.
È Socio Nazionale dell'Accademia di Scienze e della Società Siciliana di Storia Patria, studiando i problemi attuali della Questione meridionale.
Nel 2001 è stato eletto dal Comitato di Indirizzo della Fondazione Cassa di Risparmio di Perugia, e Consigliere di Amministrazione della Fondazione in rappresentanza dell'Università di Perugia.
È stato Coordinatore del Dottorato di ricerca “Disciplina libertà della concorrenza” dell'Università degli Studi di Perugia, consorziato con le Università Bocconi e Luiss, e Coordinatore della didattica del dottorato di ricerca europeo e internazionale "Società della conoscenza e disciplina del mercato comune. Profili interdisciplinari del processo di integrazione europea e internazionale" dell'Università di Perugia, consorziato conl'Instituto Tecnológico y de Estudios Superiores de Monterrey, Campus Ciudad de México, Escuela Libre de Derecho; Università di Barcellona, Università Federale di Rio de Janeiro; Universidad Estatal del Sudoeste de Bahía; Università Sapienza di Roma, Università degli Studi di Napoli "L'Orientale".
È membro del Comitato “Scienza e vita” dell'Archidiocesi di Perugia.

In occasione del suo ottantesimo compleanno l'Università degli studi di Perugia, Centro di eccellenza Jean Monnet "Rights and Science" ha organizzato le giornate internazionali di studio in onore di Antonio Palazzo, suddivise in tre sessioni:
 
I sessione, 9-10 marzo 2017, "Status personae e diritti fondamentali"

II sessione, 29-30 luglio 2017, "Genetic Information and Individual Rights"

III sessione, 27-28 ottobre 2017, "Biobanche nell'era della medicina personalizzata: obiettivi e sfide".

## Opere

### Studi giuridici
Ha pubblicato con gli editori Giuffrè, UTET, Jovene, CEDAM ed Edizioni Scientifiche Italiane (ESI) le seguenti monografie:
- La filiazione fuori del matrimonio, Milano, 1965, cui ha dedicato una recensione Arturo Carlo Jemolo, nell'Archivio Giuridico Filippo Serafini, 1965, pp. 224 ss.;
- Violazione di legge e stabilità del posto di lavoro, Padova, 1973;
- Autonomia contrattuale e successioni anomale, Napoli, 1983;
- Le donazioni, in Commentario al Codice civile diretto da Piero Schlesinger, Milano, 1991.
- Le successioni, in Trattato di diritto privato a cura di Iudica e Zatti, Milano, 1996.
- Atti gratuiti e donazioni, in Trattato di diritto civile diretto da Sacco, Torino, 2000.
- Le successioni, in Trattato di diritto privato a cura di Iudica e Zatti, 2ª edizione, Milano, 2000.
- Le donazioni, in Commentario al Codice civile diretto da Schlesinger, 2ª edizione, Milano, 2000.
- L'interpretazione della legge alle soglie del XXI secolo (a cura), Napoli, 2001.
- G. Scaduto, Diritto civile (a cura), Perugia, 2002.
- Istituti alternativi al testamento, in Trattato di diritto civile a cura del Consiglio Nazionale del Notariato, diretto da Pietro Perlingieri, Napoli, 2003.
- La Filiazione, in Trattato di diritto civile e commerciale diretto da Cicu, Messineo, Mengoni e continuato da Schlesinger, Milano, Giuffrè, 2007.
- Diritto privato del mercato (a cura, unitamente a A. Sassi), ISEG Perugia, Roma, Città del Messico, 2007
- Testamento e istituti alternativi, in Trattato teorico-pratico di diritto privato diretto da Guido Alpa e Salvatore Patti, Cedam, Padova, 2008.
- Permanenze dell'interpretazione civile (unitamente a Andrea Sassi e Francesco Scaglione), ISEG, Perugia, 2008.
- I Contratti gratuiti (a cura, unitamente a Silvio Mazzarese), in Trattato dei contratti diretto da Pietro Rescigno e Enrico Gabrielli, Utet, Torino, 2008.
- I contratti di donazione (a cura), in Trattato dei contratti diretto da Pietro Rescigno e Enrico Gabrielli, Utet, Torino, 2009.
- Trattato della successione e dei negozi successori (a cura, unitamente a Andrea Sassi), Vol. 1, Categorie e specie della successione, Vol. 2, Negozi successori anticipatori, Utet, Torino, 2012.
- La Filiazione, in Trattato di diritto civile e commerciale diretto da Cicu, Messineo, Mengoni e continuato da Schlesinger, 2ª edizione, Milano, Giuffrè, 2013.
- Eros e Jus, Mimesis Edizioni, 2015.
- Genitorialità pirandelliana, ali&no Editrice, Perugia, 2019, ISBN 9788862542289.

Ha inoltre pubblicato:
- La transazione, in Trattato di diritto civile diretto da Rescigno, 13, Torino, 1985, p. 295 ss.;
- Disposizioni generali successorie e successioni legittime (artt. 456 -586), in Commentario al Codice civile diretto da Cendon, II, Padova, 1991;
- L'interpretazione della norma civile, in A. Giuliani, A. Palazzo, I. Ferranti, L'interpretazione della norma civile, Torino, 1996;
- voce Successioni in generale, in Digesto, IV ed., Discipline privatistiche, Sezione civile, Torino, 1999;
- voce Transazione, in Dig. IV ed., Disc. priv. Sez. civ.,Digesto, IV ed., Discipline privatistiche, Sezione civile, Torino, 1999;
- Pupi d'Italia, ISEG, ISEG Perugia, Roma, Città del Messico 2012, romanzo autobiografico in cui le vicende familiari si intrecciano con quelle della Sicilia e dell'Italia, nell'epoca della riforma agraria, protagonisti il giovane autore ed il nonno notaio, che lo guida nella scelta degli studi universitari;
- Il patto del decalogo e l'idea di contratto sociale nell'Europa moderna, in Jus, 2011, p. 161 ss.;
- Cittadinanza, ambiente e costituzione dei beni comuni, in " Diritto e Processo, 2012, p. 217 ss.;
- L'interpretazione della norma giuridica nella cultura europea, in Jurìpolis, Revista de derecho y polìtica, Instituto Tecnológico y de Estudios Superiores de Monterrey, Campus Ciudad de México, 2012, p. 15 ss.;
- La riforma dello status di filiazione, in Rivista di diritto civile, 2013, p. 245 ss.;
- I vuoti normativi tra codice, leggi speciali e legge 219/2012, in R. Cippitani, S. Stefanelli, La parificazione degli status di filiazione, ISEG, ISEG Perugia, Roma, Città del Messico, 2013, p. 245 ss.
- Fiducia testamentaria e trust, in Annales De Droit Privé, Annals Of Private Law, Annalen Fur Privatrecht, Anales De Derecho Privado dell'Accademia dei Giusprivatisti Europei a cura di G. Gandolfi, Milano, Giuffrè, 2013.

Collabora con la Rivista di diritto civile, partecipa al Comitato di direzione della rivista Nuovo diritto civile, edizioni Dike, è direttore scientifico della rivista Libero osservatorio del diritto e partecipa al Comitato scientifico delle riviste Il diritto di famiglia e delle persone, Il diritto romano attuale, Trusts e Rassegna giuridica umbra.
Fin dalla fondazione, nel 2001, è direttore di Dritto e Processo Rivista internazionale Annuario Giuridico dell'Università degli Studi di Perugia, in collaborazione con Instituto Tecnológico y de Estudios Superiores de Monterrey, Campus Ciudad de México e Escuela Libre de Derecho, nonché delle collane Monografie, Quaderni e Studi Tematici della stessa rivista.
Ha curato per le Nuove leggi civili commentate la rubrica Giurisprudenza costituzionale di interesse privatistico.
Autore di numerosi altri saggi e pubblicazioni, fra le quali Recensione a M. Lupoi, Introduzione ai trusts, in Riv. dir. comm. e obbl., 1995, 683 ss.; Procreazione assistita, interessi fondamentali e progetti presentati nellattuale legislatura, in Giur. it., 1995, IV, 337 ss.; I trusts in materia successoria, in Vita not., 1996, 671 ss.; Declino dei patti successori e centralità del testamento, in Jus, 1997, p. 289 ss. e Recensione a F. Gerbo, Prelegato e funzione del contenuto testamentario, in Riv. dir. civ., 1997, I, p. 941 ss.; Successione, trust e fiducia, in Vita not., 1998, p. 772 ss.; La donazione cosiddetta liberatoria, in Vita not., 2000, p. 3 ss.; Le fondazioni bancarie nel sistema delle persone giuridiche, in Vita not., 2001, p. 581 ss.
Tra le più recenti relazioni in Convegni si segnalano: Spirito di liberalità e arricchimento, nel corso della giornata di studi in onore di Aldo Checchini organizzata dall'Università degli Studi di Padova, 15 novembre 2013; I vuoti normativi tra codice, leggi speciali e legge di riforma dello status dei figli, relazione al Convegno organizzato da Centro Studi sulle radici culturali ebraico cristiane della civiltà europea, Accademia dei Giusprivatisti Europei, Istituto Tecnològico de Monterrey, 24-25 maggio 2013; Amministrazione di sostegno, trust e patrimoni destinati alla protezione di soggetti deboli, Convegno organizzato dalla Scuola Superiore di Amministrazione Pubblica, 29 novembre 2012; Bioetica, il confine tra l'uomo e la ricerca, presso la Facoltà di medicina dell'Università degli Studi di Perugia, 16 marzo 2012; Qualità della vita e dignità della morte, incontro di studi organizzato dall'Ordine dei medici di Perugia col patrocinio dell'Università degli Studi di Perugia e della Società Italiana di Anestesiologia, 15 gennaio 2011; Amministrazione di sostegno e trust di protezione, convegno organizzato dalla Regione Umbria, 29 ottobre 2010; .

### Studi in materia di bioetica
Ha pubblicato con l'editore CEDAM le seguenti monografie:
- Etica del diritto privato (in collaborazione con Ione Ferranti), volumi I e II, Padova, 2002;

È inoltre autore dei seguenti saggi:
- Il valore dell'autorità familiare per il lavoro etico dello spirito individuale, in Due convegni su Giuseppe Capograssi, Milano, Giuffrè, 1990, pp. 1119–1128;
- Giurisdizione civile e sacramentalità del matrimonio canonico, in Il diritto ecclesiastico, 1994, pp. 151–178;
- Procreazione assistita, interessi fondamentali e progetti presentati nell'attuale legislatura, in Giurisprud. italiana, 1995, IV, c. 337 ss.
- Bioetica e diritti fondamentali, in Studi in onore di Pietro Rescigno, vol. II, Milano, Giuffrè, 1998, pp. 631–652.
- Responsabilità, doveri di protezione e tutela della persona, in Vita not., 1999, p. 14 ss.
- Tutela del consumatore e responsabilit civile del produttore e del distributore di alimenti in Europa e negli Stati Uniti, in Europa e dir. priv.2001, p. 685 ss.
- Il ruolo delle associazioni dei pazienti e dei Mass-media nell'informazione: profili comparatistici, in Consenso informato e diritto alla salute, a cura di F. Di Pilla, Napoli, ESI, 2001, p. 98 ss.

### Studi sulla dottrina sociale cattolica
- Conflittualità e amore sociale, in Politica e sociologia in Luigi Sturzo, a cura di A. di Giovanni ed E. Guccione, Milano, ed. Massimo, 1981, pp. 215–237;
- L'intervento dello Stato nell'economia, in Luigi Sturzo e la Rerum Novarum, a cura di A. di Giovanni e A. Palazzo, Milano, ed. Massimo, 1982, pp. 134–162;
- Partecipazione politica e compartecipazione economica nella filosofia politica sturziana tra Rerum novarum e Laborem Exercens, in Justitia, 1982, p. 76 ss;
- Fede e impegno politico nel Mezzogiorno, in Fede e politica oggi, a cura di R. Carmagnani e A. Palazzo, Milano, ed. Massimo, 1982, pp. 85–106;
- L'attuazione dei collegamenti costituzionali tra libertà economica e azione sindacale secondo Sturzo, in Luigi Sturzo e la Costituzione italiana;
- (attuazione o revisione?), a cura di A. di Giovanni e A. Palazzo, Milano, ed. Massimo, 1983, pp. 176–184;
- Mediazione culturale e impegno politico in Sturzo e Maritain (in collaborazione con R, Carmagnani), Milano, ed. Massimo, 1985;
- L'extrastatualità del diritto del lavoro secondo Sturzo, in Luigi Sturzo teorico della società e dello Stato, a cura di A. di Giovanni e A. Palazzo, Milano, ed. Massimo, 1989, pp. 216–228;
- Luigi Sturzo e Giuseppe Messina alle origini del diritto sindacale europeo, in Bollettino dellArchivio per la storia del movimento sociale cattolico in Italia, Milano, Università Cattolica del Sacro Cuore, 1994, p. 248-266;
- Democrazia politica e democrazia industriale, Relazione al Seminario internazionale di Erice su Sturzo e la democrazia, Firenze, Olshki, 2002.
- Voci Responsabilità, Istituzioni, Democrazia economica, in Lessico sturziano, a cura di M. Cappellano, ed. Rubbettino, 2014.